# Красна (Кошице)
Красна (слч. Krásna) је градска четврт Кошица, у округу Кошице IV, у Кошичком крају, Словачка Република.

## Становништво
Према подацима о броју становника из 2011. године градско насеље је имало 4.501 становника.